# Retribution (film 1913 Nichols)
Retribution è un cortometraggio muto del 1913 diretto da George Nichols.

## Produzione
Il film fu prodotto dalla Lubin Manufacturing Company.

## Distribuzione
Distribuito dalla General Film Company, il film - un cortometraggio in una bobina - uscì nelle sale USA il 17 maggio 1913.